# Nthomeng Majara
Nthomeng Majara, de son vrai nom Nthomeng Justina Majara, née le 8 juin 1963, est une juriste et politicienne Mosotho, vice-première ministre du Lesotho depuis 2022. Membre de Revolution for Prosperity, elle a auparavant été juge en chef du Lesotho de 2014 à 2018, étant la première femme à être nommée à l'un ou l'autre de ces postes.

## Biographie

### Enfance, formations et débuts
Nthomeng Justina Majara nait le 8 juin 1963 à l'hôpital Queen Elizabeth II au Lesotho. Elle obtient une licence en droit à l'Université nationale du Lesotho en 1992 et une maîtrise en droit au King's College de Londres en 1997.

### Carrière
Majara reçoit une nomination au poste de juge en chef du Lesotho en septembre 2014. Elle succède au juge Tšeliso Monaphathi, qui assure l'intérim depuis avril 2013. Lorsqu'on demande plus de détails au greffier de la Haute Cour et de la Cour d'appel, Lesitsi Mokeke, il répond : « C'est une nouvelle pour moi car je viens de sortir d'une réunion avec le juge Monaphathi... Je pense qu'il n'est pas non plus au courant de cette évolution ».
En juin 2017, Majara est l'une des 12 candidats à l'élection de six juges à la Cour pénale internationale pour représenter le groupe régional des États d'Afrique.

## Vie privée
Sa langue maternelle est le sesotho.
En octobre 2017, Majara vit dans un manoir de Maseru sous-loué par le juge de la Haute Cour Teboho Moiloa, bien que les auditeurs internes du gouvernement aient condamné cet arrangement six mois plus tôt.